# Ängelholms närradio
Ängelholms närradio eller Radio A var en närradiostation som sände på frekvensen 97,8 MHz från Munka-Ljungby, med start 6 april 1987  och avslutning den 15 december 2014.  I början av 1993 sände Sveriges längsta radioprogram på Radio A. Radioprogrammet hette Radio HF (High Frequency). Rekordet finns med i Gunniess Rekordbok 1994  sid 243.
Stationens musikformat var modern AC. 